# New York City (Mondrian)
New York City son una serie de cuatro cuadros de arte abstracto del pintor neerlandés Piet Mondrian. Los cuadros de la serie son: New York City en el Museo Nacional de Arte Moderno del Centro Pompidou de París, New York City I, Kunstsammlung Nordrhein-Westfalen de Düsseldorf, New York City II en el Museo de Arte Moderno de San Francisco y New York City III en el Museo Thyssen-Bornemisza de Madrid.

## Historia
En 1940, el pintor Piet Mondrian se muda desde Londrés a Nueva York, huyendo de los bombardeos de los nazis sobre la capital británica, en Nueva York, sorprendido por los rascacielos y enamorado del jazz, el autor quiso cambiar su obra a una con mayor dinamismo, abandonando sus clásicas lineas negras por líneas de diversos colores, primero probando su composición con cinta adhesivas de colores y finalmente reemplazando las cintas por líneas pintadas como finalmente lo hizo en la única obra finalizada de la serie New York City, que se encuentra en el Centro Pompidou.
La denominación actual de las obras, se debe al catálogo razonado de Mondrian del historiador del arte Joop Joosten.

## New York City
New York City es un óleo sobre lienzo pintado por Piet Mondrian en 1942. Se expone en el Museo Nacional de Arte Moderno del Centro Pompidou de París, Francia.  Este cuadro después de la muerte del artista en Nueva York, perteneció a su heredero Harry Holtzman, para luego pasar a manos de Sidney Janis, para luego ser adquirida por el museo en 1984.

## New York CityI
New York City I,  es una obra inacabada, tiene tiras de cinta de papel pintado, que el artista podía reorganizar a voluntad para experimentar con diferentes diseños. Se expone en la Kunstsammlung Nordrhein-Westfalen de Düsseldorf, Alemania.   En 2022, se descubrió que la obra llevaba años colgada boca abajo.  Para no dañar el cuadro, no se corrigió su orientación.

### Controversia sobre la orientación de la obra
The Guardian afirma que el cuadro se expuso por primera vez en el Museo de Arte Moderno (MoMA) de Nueva York en 1945, mientras que el Instituto Neerlandés de Historia del Arte no tiene constancia de que se expusiera en el MoMA, y afirma que se expuso por primera vez en la Galería Valentine de Nueva York en 1946 durante unas tres semanas.  El cuadro perteneció al patrimonio de Piet Mondrian en Nueva York hasta que fue transferido a la Sidney Janis Gallery de la ciudad en 1958.  En 1980 pasó brevemente a manos de la Galería Beyeler de Basilea (Suiza), antes de ser adquirida por la Kunstsammlung Nordrhein-Westfalen ese mismo año. 
La historiadora del arte Susanne Meyer-Büser anunció en octubre de 2022 que la obra llevaba décadas expuesta al revés en la Kunstsammlung Nordrhein-Westfalen.   La New York City terminada tiene un grupo más denso de líneas en la parte superior del cuadro, que se decía representaban el cielo, mientras que la New York City I se expuso con esas líneas en la parte inferior.  Una foto del cuadro en el estudio del artista también mostraba la pintura orientada con las líneas más densas en la parte superior.  Se conjetura que la falta de firma en el lienzo contribuyó a la confusión.  Mondrian no había firmado la obra, posiblemente porque estaba inacabada. 
Tras señalarse el problema, varios conservadores afirmaron que el error era obvio.  El museo decidió mantener el cuadro orientado al revés, debido al frágil estado de la obra.  Se temía que al enderezar la obra se desintegraran partes de ella, ya que el adhesivo utilizado se había deteriorado y algunas de las cintas «pendían de un hilo». 

## New York City II
New York City II, también  es una obra inacabada del año 1941, que actualmente se encuentra en la colección del Museo de Arte Moderno de San Francisco (SFMOMA), obra fue adquirida por el museo en 1998, por donación de Phyllis C. Wattis. Esta obra esta hecha de óleo, carboncillo, grafito, chinchetas, papel laminado y cinta de papel sobre lienzo, de unas dimensiones de 114,94 cm × 98,74 cm. 

## New York City III
New York City III, al igual que las versiones I y II, está obra se encuentra inacabada, data en 1941, se encuentra en la colección del Museo Thyssen-Bornemisza de Madrid, está realizado con óleo, lápiz, carboncillo y cinta adhesiva sobre lienzo, mide 117 x 110 cm. Obra que había sido titulada anteriormente como New York City, New York o como New York City IV.
Este lienzo habría sido tenido un estado anterior llamado Composición con amarillo y azul posiblemente de 1938, sería parte de los 17 lienzos que el artista llevó consigo desde Londrés a Nueva York conocidos como los Transatlantic paintings.
Según el profesor Martin S. James, está obra fue restaurada dado su delicado estado en 1977 por Bill Steeves y Harry Holtzman, este último amigo y heredero de la obra de Mondrian, pegando las cintas que se encontraban sueltas y reemplazando las que se encontraban rotas, cuidando de no alterar la composión, ni sus colores.